# Mały komentarz (Kopernik)
Mały komentarz (oryg. Commentariolus) – pierwsze znane dzieło astronomiczne napisane przez polskiego astronoma Mikołaja Kopernika w 1512 lub 1513 roku. W dziele tym Kopernik przedstawia siedem założeń dotyczących ruchu sfer w układzie heliocentrycznym. Do 1878 roku Commentariolus istniał w formie rękopiśmienniczej. W tym roku po raz pierwszy opublikował go Maximilian Curtze z kopii wiedeńskiej. W 1881 roku odnaleziono inną kopię w Sztokholmie i wydano ją drukiem.
Postulaty:
1. Nie istnieje jeden środek wszystkich sfer niebieskich;
2. Środek Ziemi nie jest środkiem świata, lecz tylko środkiem ciężkości i sfery Księżyca;
3. Wszystkie sfery krążą wokół Słońca jako środka i dlatego w pobliżu Słońca znajduje się środek świata;
4. Odległość Słońca od Ziemi jest niezauważalnie mała w porównaniu z odległością do firmamentu;
5. Każdy ruch na firmamencie jest wywołany ruchem Ziemi, która się obraca w ciągu doby;
6. Ruch Słońca po niebie nie jest jego własnym ruchem, lecz skutkiem ruchu Ziemi i naszej sfery, z którą się obracamy wokół Słońca podobnie jak każda inna planeta; Ziemia wykonuje więc kilka ruchów;
7. To, co u planet wydaje się ich ruchem wstecznym lub posuwaniem się naprzód, nie pochodzi od nich, lecz od Ziemi, której ruch wystarczy dla wyjaśnienia tak wielu nierówności dostrzeganych na niebie.